# Neuried (Baden)
Neuried település Németországban, azon belül Baden-Württembergben. Lakosainak száma 10 030 fő (2023. december 31.). Neuried Erstein községgel határos.

## Népessége
| Lakosok száma | 7144 | 9286 | 9699 | 9736 | 9841 | 10 049 | 10 030 |
|               | 1975 | 2014 | 2017 | 2019 | 2021 | 2022   | 2023   |